# Mihai Cioroianu
Mihai Cioroianu (Bucarest, 28 settembre 1967 – K2, 10 luglio 1999) è stato un alpinista rumeno.
Morì sul K2 in seguito al distaccamento di alcune rocce. Era stato il primo rumeno a conquistare la vetta Nanga Parbat, nel 1997: dedicò l'impresa ai due scalatori connazionali Răzvan Petcu e Gabi Stana, periti l'anno precedente sulla stessa montagna.